# Lîfîne, Lebedîn
Lîfîne (în ucraineană Лифине) este un sat în comuna Vorojba din raionul Lebedîn, regiunea Sumî, Ucraina.

## Demografie
Componența lingvistică a localității Lîfîne
     Ucraineană (96%)
     Rusă (4%)
Conform recensământului din 2001, majoritatea populației localității Lîfîne era vorbitoare de ucraineană (96%), existând în minoritate și vorbitori de rusă (4%).